# Széchenyi Tivadar
Széchenyi Tivadar (Bécs, 1837. március 12. – Pöstyén, 1912. június 17.) földbirtokos, politikus, országgyűlési képviselő.

## Életpályája
Katonai pályára lépett; huszárőrnagyként fejezte be a katonai szolgálatát. Az 1870-es években megvette a Nádasdy-féle birtokot Felsőlendván. 1884–1896 között országgyűlési képviselő volt. 1894-ben a király valóságos belső titkos tanácsosává nevezte ki. 

## Családja
Szülei gróf Széchényi Pál (1789–1871) és Zichy-Ferraris Emilia (1803–1866) voltak. 11 testvére volt: Kálmán (1824–1914), Márta (1825–1849), Erzsébet (1827–1910), Gábor (1828–1921), Gyula (1829–1921), Géza (1830–1832), Kálmán (Kelemen) (1833–1839), Ferenc (1835–1908), Jenő (1836–1911), Pál (1838–1901) és Dorottya Franciska (1841–1892). Felesége, Erdődy Johanna grófnő (1835–1915), Erdődy Gyula gróf testvére volt. Egy fiuk született: Tivadar (?–1915).